# Chmielarze (województwo małopolskie)
Chmielarze – przysiółek w Polsce, położony w województwie małopolskim, w powiecie krakowskim, w gminie Skała.
W latach 1975–1998 miejscowość administracyjnie należała do województwa krakowskiego.